# N3 (Zuid-Afrika)
De N3 is een nationale weg in Zuid-Afrika. De weg loopt van Durban naar Johannesburg.